# دون هيلمز
دون هيلمز (بالإنجليزية: Don Helms)‏ هو موسيقي أمريكي، ولد في 28 فبراير 1927 في نو بروكتن في الولايات المتحدة، وتوفي في 11 أغسطس 2008 في ناشفيل في الولايات المتحدة.

## وصلات خارجية
- الموقع الرسمي
- دون هيلمز على موقع IMDb (الإنجليزية)
- دون هيلمز على موقع ميوزك برينز (الإنجليزية)
- دون هيلمز على موقع ديسكوغز (الإنجليزية)